# Багаев, Сергей Иосифович
Сергей Иосифович Багаев — советский государственный и политический деятель, депутат Верховного Совета РСФСР.

## Биография
Родился в 1902 году. Член КПСС с 1920 года, кандидат в члены ЦК ВКП(б) в 1939—1952 годах.
Известный железнодорожник и государственный деятель. Работал на руководящих должностях в наркомате путей сообщения СССР (МПС СССР): заместитель (1942—1944, 1957—1959), 1-й заместитель (1939—1941, 1955—1957) наркома/министра путей сообщения СССР.
Участник Великой Отечественной войны. В 1941—1942 гг. был членом Военного совета Ленинградского фронта.
Избирался депутатом Верховного Совета РСФСР I созыва от Кагановичского избирательного округа Ярославской области (1938—1947), Верховного Совета РСФСР II созыва от Свердловской области (1947—1951).
В 1944—1947 гг. — начальник Свердловской, в 1947—1953 гг. — Московско-Рязанской железных дорог, начальник Центрального округа железных дорог. В 1953—1955 гг. работает в аппарате Совета Министров СССР. Заведующий отделом ж/д транспорта Совмина СССР, заместитель председателя Бюро по транспорту и связи при СМ СССР.
С 1959 г. на пенсии.